# Heilquellen in Františkovy Lázně
In dem tschechischen Kurort Františkovy Lázně (dt. Franzensbad) sind insgesamt 24 Quellen als Heilquellen anerkannt. Sie geben schwefelhaltiges saures Wasser und gelten als Sauerbrunnen. Die durchschnittliche Temperatur der Quellen liegt bei 11 °C. Nicht alle Quellen sind zur Anwendung für Trinkkuren geeignet, einige werden für Heilbäder verwendet.

## Beschreibung der einzelnen Quellen

### Adlerquelle (Pramen Adler)

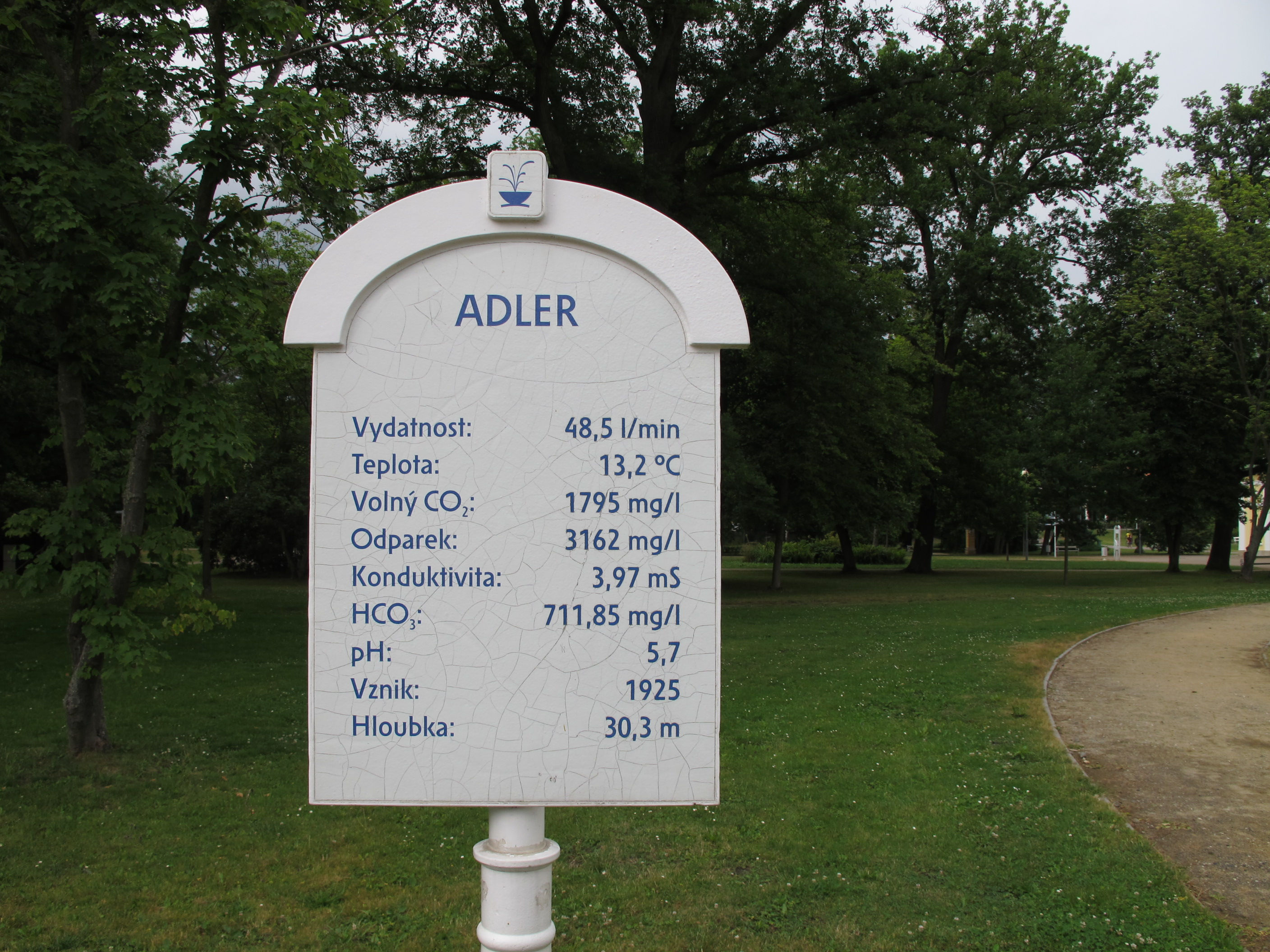
Schild mit Beschreibung der Quelle neben ihrem gefassten Austrittsort

Die Adlerquelle wurde 1925 in Betrieb genommen und wird für Kurbäder genutzt. Sie ist nach dem Arzt Dr. Bernhard Adler benannt, dem Gründer des Kurortes. In der Nähe der Quelle, die vor der Salz- und Wiesenkolonnade entspringt, befindet sich eine Statue Adlers.
| Name        | CO2-Gehalt | Mineralisierung | pH-Wert | Temperatur | Schüttung  | Tiefe  |
| ----------- | ---------- | --------------- | ------- | ---------- | ---------- | ------ |
| Adlerquelle | 1795 mg/l  | 3162 mg/l       | 5,7     | 13,2 °C    | 48,5 l/min | 30,3 m |

### Cartellieri-Quelle (Pramen Cartellieri)
Die Cartellieri-Quelle entspringt hinter dem Moorbad (Slatinné Lázne) und wird für Moorbäder genutzt. Sie wurde nach dem Kurarzt und Ehrenbürger Franzensbads Paul Cartellieri benannt.
| Name               | CO2-Gehalt | Mineralisierung | pH-Wert | Temperatur | Schüttung | Tiefe |
| ------------------ | ---------- | --------------- | ------- | ---------- | --------- | ----- |
| Cartellieri-Quelle | 1255 mg/l  | 2421 mg/l       | 5,51    | 11,6 °C    | 80 l/min  | 5,3 m |

### Eisenquelle (Železnatý Pramen)
Die nach ihrem hohen Eisengehalt benannte Quelle wurde 1863 entdeckt und in Betrieb genommen. Ihr Wasser wird bei Müdigkeit und allgemeinen Erschöpfungszuständen im Rahmen einer Trinkkur empfohlen und wird als wohlschmeckend beschrieben.
| Name        | CO2-Gehalt | Mineralisierung | pH-Wert | Temperatur | Schüttung | Tiefe |
| ----------- | ---------- | --------------- | ------- | ---------- | --------- | ----- |
| Eisenquelle | 1998 mg/l  | 2890 mg/l       | 5,49    | 11,2 °C    | 2,9 l/min | 3,6 m |

### Erikaquelle (Pramen Erika)
Die Erikaquelle wird bei allgemeiner Körperschwäche, in der Rekonvaleszenz, sowie bei leichten Verdauungsstörungen verschrieben. Die Quelle wird auch für Bäder im Balneobetrieb genutzt.
Das Heilwasser wird zur Trinkkur bei Krankheiten der Niere und Harnblase eingesetzt.
Das Mineralwasser Erika ist in dem Jahr 1999 gefasst worden.

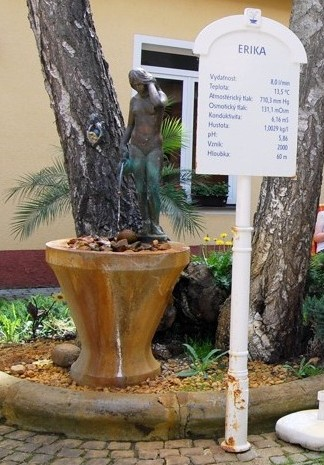
Heilquelle Erika in Franzensbad

| Name         | CO2-Gehalt | Dichtigkeit | pH-Wert | Temperatur | Schüttung | Tiefe  |
| ------------ | ---------- | ----------- | ------- | ---------- | --------- | ------ |
| Erikasquelle | 1820 mg/l  | 1002,9 mg/l | 5,86    | 13,5 °C    | 8 l/min   | 60,0 m |

### Franzensquelle (Františkuv pramen)

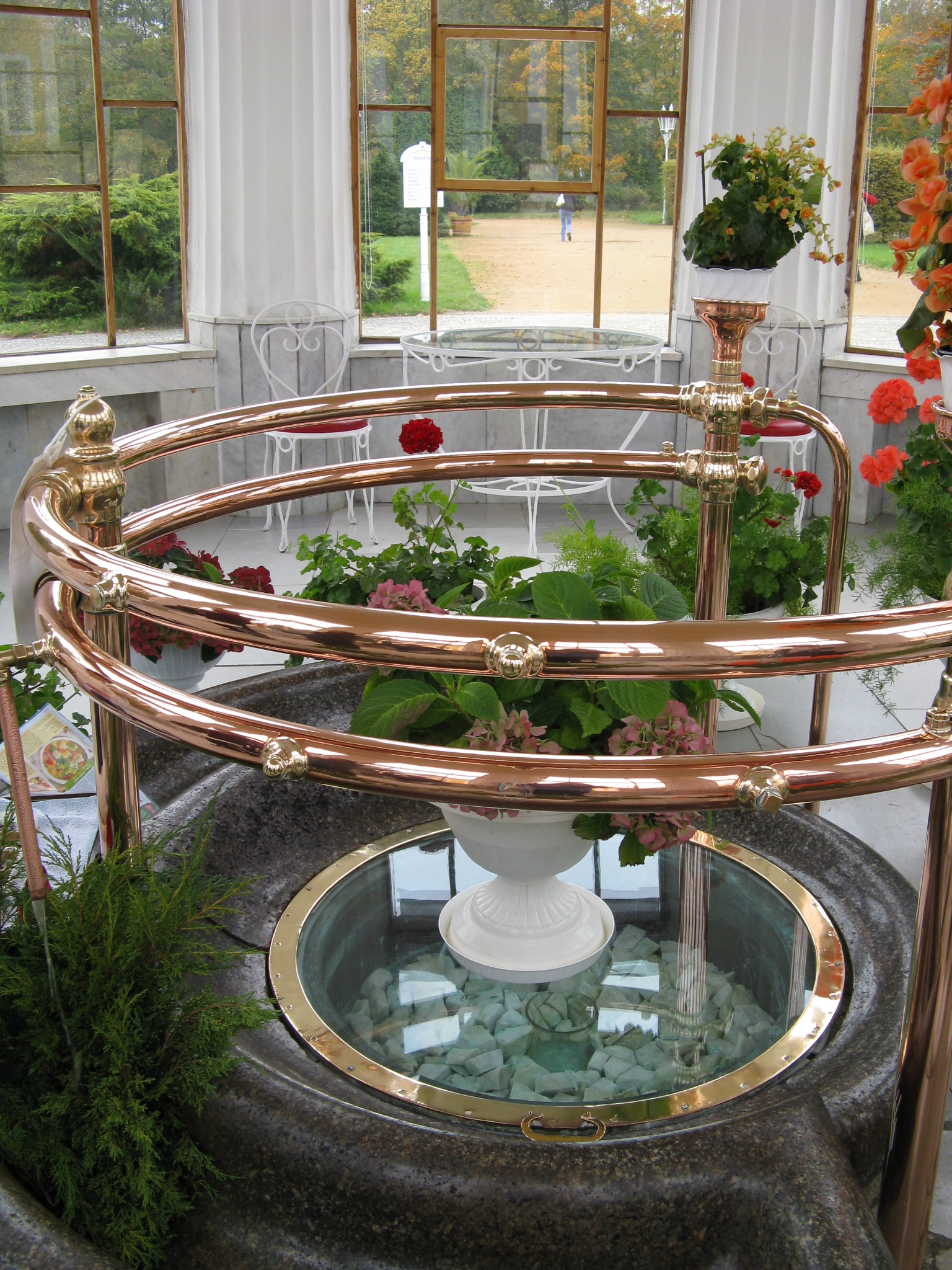
Im Pavillon der Franzensquelle

Die Franzensquelle ist die wohl bekannteste Quelle der Stadt und besteht am längsten. Es gibt Berichte über diese Quelle bereits von vor 1400. Gefasst wurde sie 1793. Im 15. Jahrhundert war sie unter dem Namen Egerbrunnen oder Egerer Sauerwasser bekannt. Sie soll bei leichten Verdauungsstörungen hilfreich sein und die allgemeine Rekonvaleszenz unterstützen. Ihren Namen hat sie von dem österreichischen Kaiser Franz I.
| Name           | CO2-Gehalt | Mineralisierung | pH-Wert | Temperatur | Schüttung | Tiefe |
| -------------- | ---------- | --------------- | ------- | ---------- | --------- | ----- |
| Franzensquelle | 1000 mg/l  | 1359 mg/l       | 5,8     | 10,5 °C    | 6–8 l/min | 7,8 m |

### Glauber I–IV

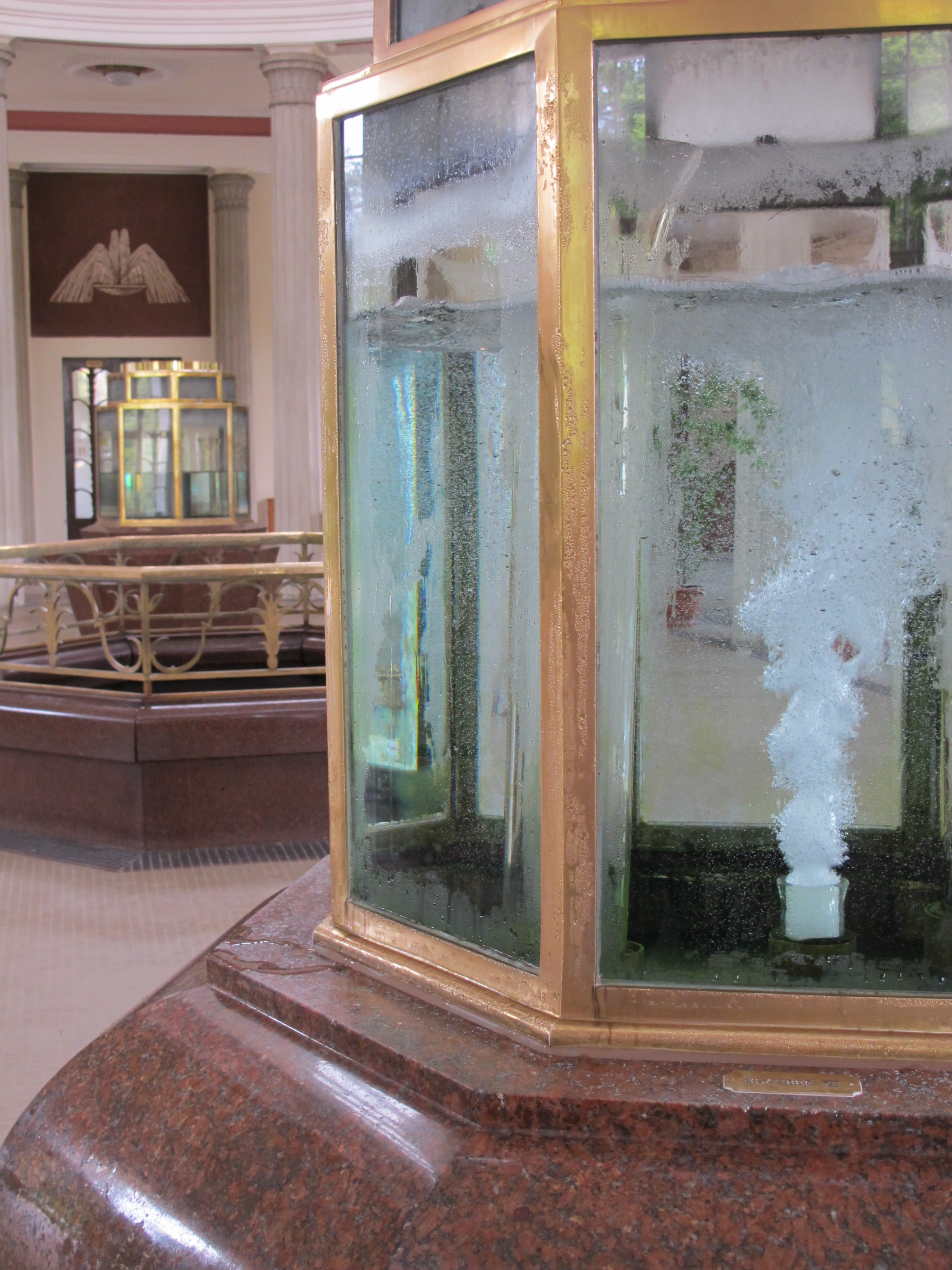
Glauber III

Mehrere Quellen enthalten einen hohen Anteil an Glaubersalz und tragen den Namen Glauber. Sie sind durchnummeriert. Alle vier sind für ihre Wirkung auf den Magen-Darm-Trakt bekannt und wurden um 1920 entdeckt. Glauber I und II entspringen abseits des Kurzentrums in der Nähe des Schwanensees. Sie sind beide mit kleinen Pavillons gefasst. Glauber III und IV entspringen in der Glauberhalle (Dvorana Glauberových Pramenù) und gehören damit zu den Hauptattraktionen des Kurzentrums. Glauber IV ist die Quelle mit dem weltweit höchsten Gehalt an Glaubersalz.
| Name        | CO2-Gehalt | Mineralisierung | pH-Wert | Temperatur | Schüttung  | Tiefe  |
| ----------- | ---------- | --------------- | ------- | ---------- | ---------- | ------ |
| Glauber I   | 24,17 mg/l | 8332 mg/l       | 5,8     | 11,1 °C    | 2,2 l/min  | 33,3 m |
| Glauber II  | 14,41 mg/l | 5419 mg/l       | 5,96    | 10 °C      | 1,3 l/min  | 26,5 m |
| Glauber III | 16,24 mg/l | 7876 mg/l       | 6,48    | 11,5 °C    | 62,2 l/min | 52,9 m |
| Glauber IV  | 1534 mg/l  | 20052 mg/l      | 6,48    | 12,5 °C    | 0,9 l/min  | 92,6 m |

### Kaiserquelle (Císarský pramen)
Die Kaiserquelle entspringt außerhalb von Franzensbad im nahegelegenen Naturschutzgebiet Soos.
| Name         | CO2-Gehalt | Mineralisierung | pH-Wert | Temperatur | Schüttung | Tiefe |
| ------------ | ---------- | --------------- | ------- | ---------- | --------- | ----- |
| Kaiserquelle | 1810 mg/l  | 7594 mg/l       | 5,82    | 10,5 °C    | 8,7 l/min | 40 m  |

### Kalter Sprudel (Studený Pramen)
Der kalte Sprudel wurde 1817 entdeckt und in den Pavillon der Luisenquelle geleitet. Das Wasser wird vorwiegend für Heilbäder genutzt.
| Name           | CO2-Gehalt | Mineralisierung | pH-Wert | Temperatur | Schüttung | Tiefe |
| -------------- | ---------- | --------------- | ------- | ---------- | --------- | ----- |
| Kalter Sprudel | 1810 mg/l  | k. A.           | 6,13    | 11,5 °C    | 60 l/min  | 60 m  |

### Luisenquelle (Luisin pramen)
Die Luisenquelle ist nach Marie-Louise von Österreich benannt. Sie wird seit 1806 genutzt und ist somit die zweitälteste Quelle von Franzensbad. Die Quelle ist mit einem Pavillon überbaut, der nach der Quelle benannt ist.
| Name         | CO2-Gehalt | Mineralisierung | pH-Wert | Temperatur | Schüttung | Tiefe  |
| ------------ | ---------- | --------------- | ------- | ---------- | --------- | ------ |
| Luisenquelle | 492 mg/l   | 1596 mg/l       | 5,92    | 10,4 °C    | 60 l/min  | 22,4 m |

### Natalie-Quelle (Pramen Natálie)
Die Natalie-Quelle wurde 1878 entdeckt und 1880 mit einer gleichnamigen Kolonnade überbaut. Sie gilt als wohlschmeckend und erfrischend.
| Name           | CO2-Gehalt | Mineralisierung | pH-Wert | Temperatur | Schüttung | Tiefe |
| -------------- | ---------- | --------------- | ------- | ---------- | --------- | ----- |
| Natalie-Quelle | 1917 mg/l  | 1523 mg/l       | 5,39    | 11,7 °C    | 4,0 l/min | 3,3 m |

### Neue Kirchenquelle (Nový Kostelní pramen)

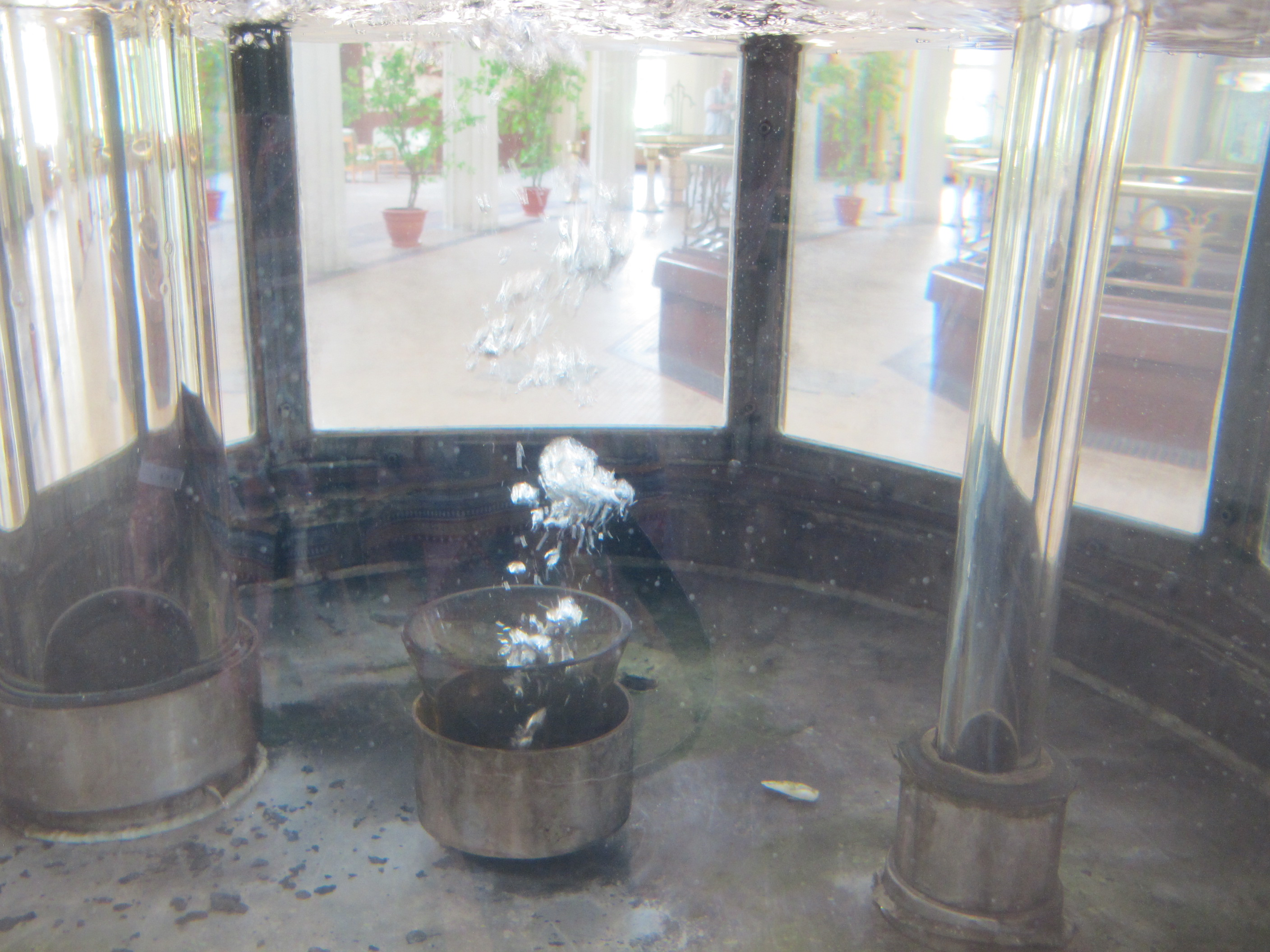
Die Neue Kirchenquelle

Die Neue Kirchenquelle ist wie Glauber III und IV mit der Glauberhalle überbaut. Sie wurde erst 1999 erschlossen und entspringt in großer Tiefe. Sie gilt als wohlschmeckend und wird für Trinkkuren verwendet.
| Name               | CO2-Gehalt | pH-Wert | Temperatur | Schüttung | Tiefe |
| ------------------ | ---------- | ------- | ---------- | --------- | ----- |
| Neue Kirchenquelle | 1591 mg/l  | 5,96    | 14 °C      | 45 l/min  | 63 m  |

### Neue Quelle (Nový pramen)

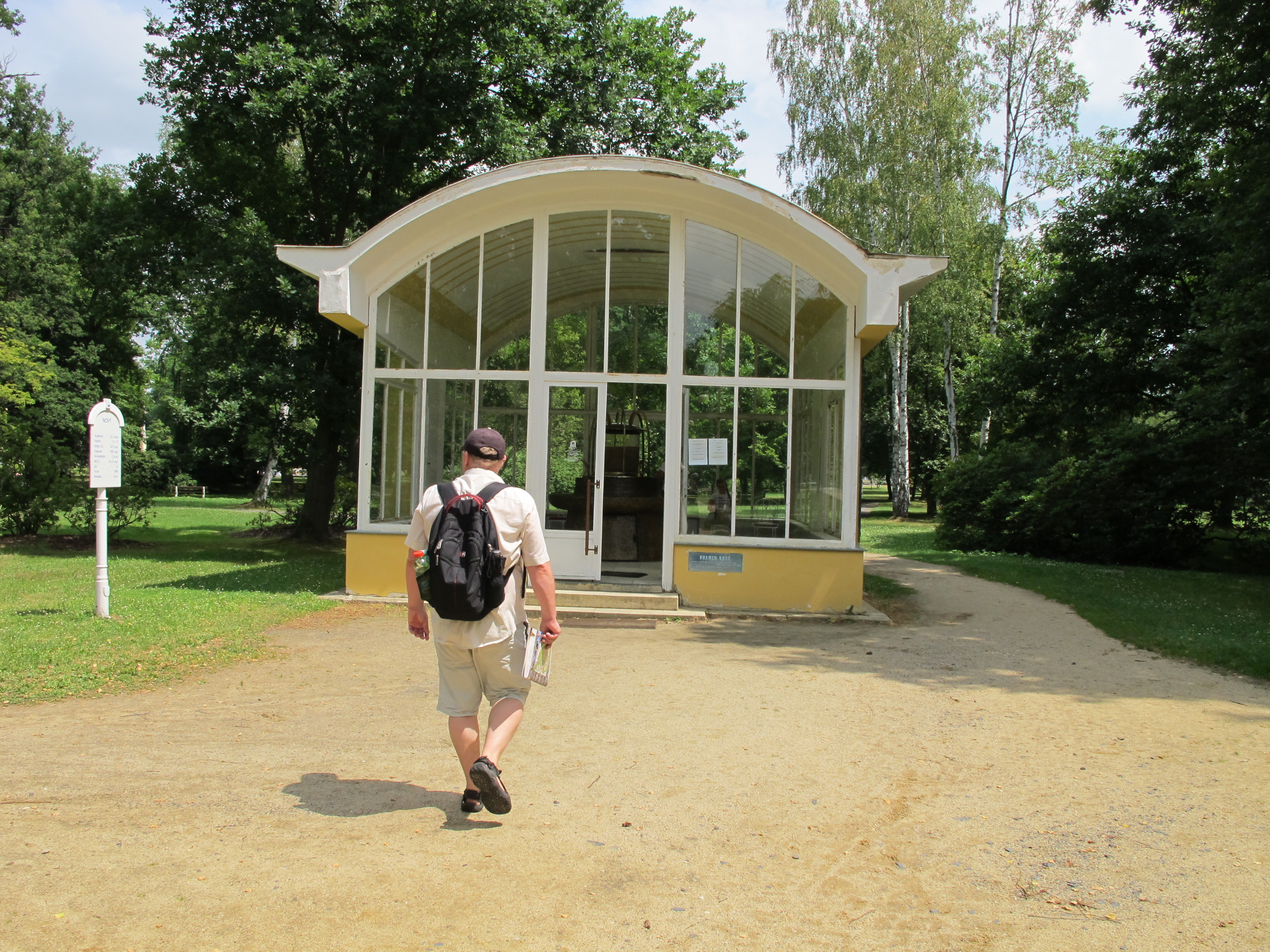
Pavillon der Neuen Quelle

Die Neue Quelle ist mit einem Pavillon überbaut, der sich neben der Glauberhalle befindet. Sie wurde 1849 erschlossen und zeichnet sich durch besonders Eisen- und sulfidhaltiges Wasser aus, was ihren schwefligen Geschmack verursacht.
| Name        | CO2-Gehalt | Mineralisierung | pH-Wert | Temperatur | Schüttung  | Tiefe |
| ----------- | ---------- | --------------- | ------- | ---------- | ---------- | ----- |
| Neue Quelle | 1671 mg/l  | 1907 mg/l       | 5,6     | 11,1 °C    | 23,0 l/min | 4 m   |

### Palliardi-Quelle
Die 1870 entdeckte Quelle ist nach dem Arzt Dr. Palliardi benannt, der für die Heilbehandlung mit Moorbädern bekannt wurde. Das Wasser gilt als besonders wohlschmeckend und gilt als hilfreich bei Verdauungsstörungen und Entzündungen der Magenschleimhaut. Die Quelle wird auch Jungbrunnen der Liebe genannt. Eine entsprechende Wirkung ist nirgends belegt.
| Name             | CO2-Gehalt | Mineralisierung | pH-Wert | Temperatur | Schüttung | Tiefe |
| ---------------- | ---------- | --------------- | ------- | ---------- | --------- | ----- |
| Palliardi-Quelle | 2063 mg/l  | 2468 mg/l       | 5,6     | 12,4 °C    | ? l/min   | 3,4 m |

### Quelle D14 (auch Marian-Quelle oder D XIV)

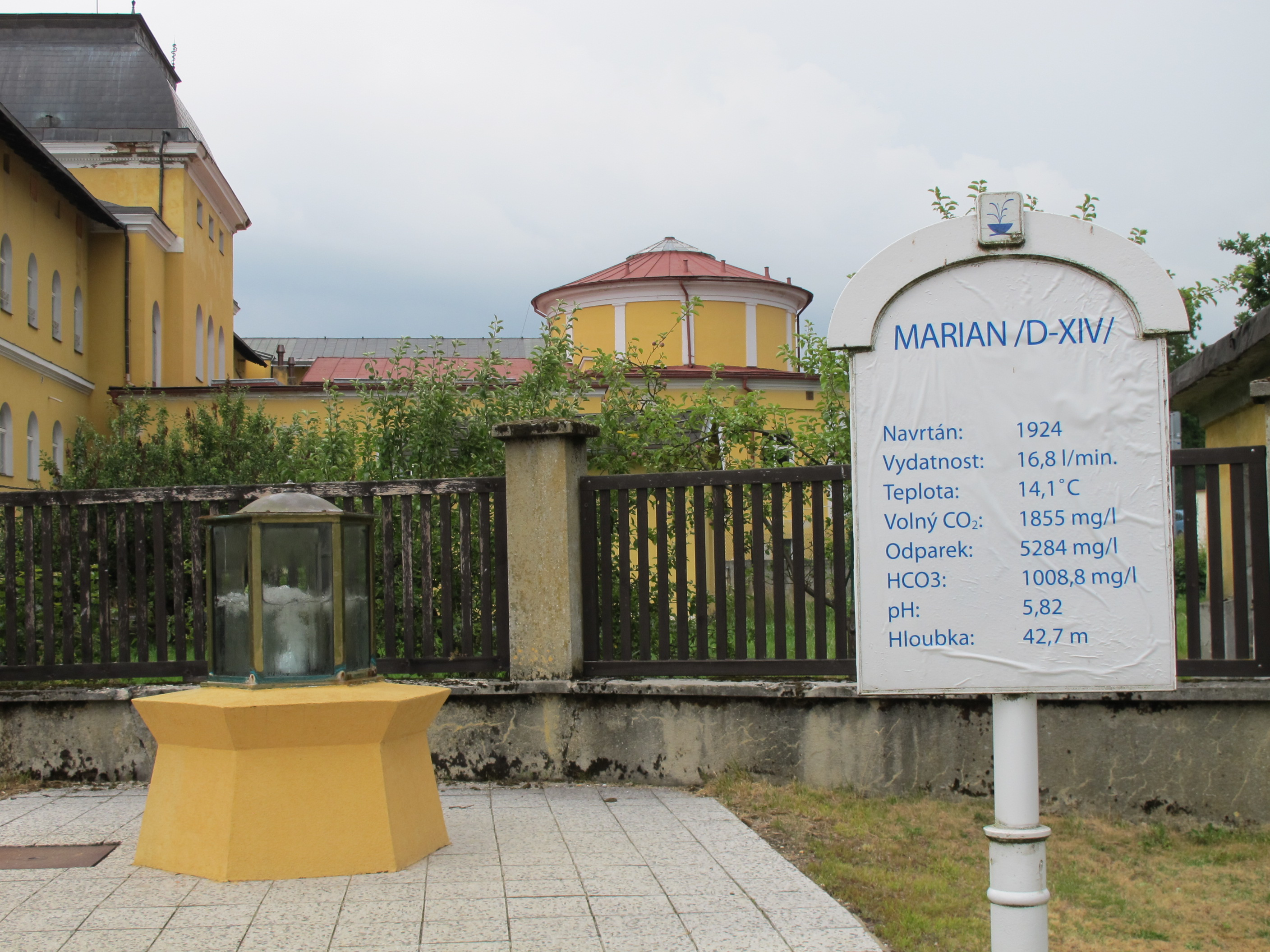
Quelle D14

Die überwiegend für Bäder genutzte Quelle D14 wird seit 1963 genutzt.
| Name       | CO2-Gehalt | Mineralisierung | pH-Wert | Temperatur | Schüttung | Tiefe |
| ---------- | ---------- | --------------- | ------- | ---------- | --------- | ----- |
| Quelle D14 | 21,05 mg/l | 7473 mg/l       | 5,81    | 10,5 °C    | 8,7 l/min | 40 m  |

### Salzquelle (Solný pramen)

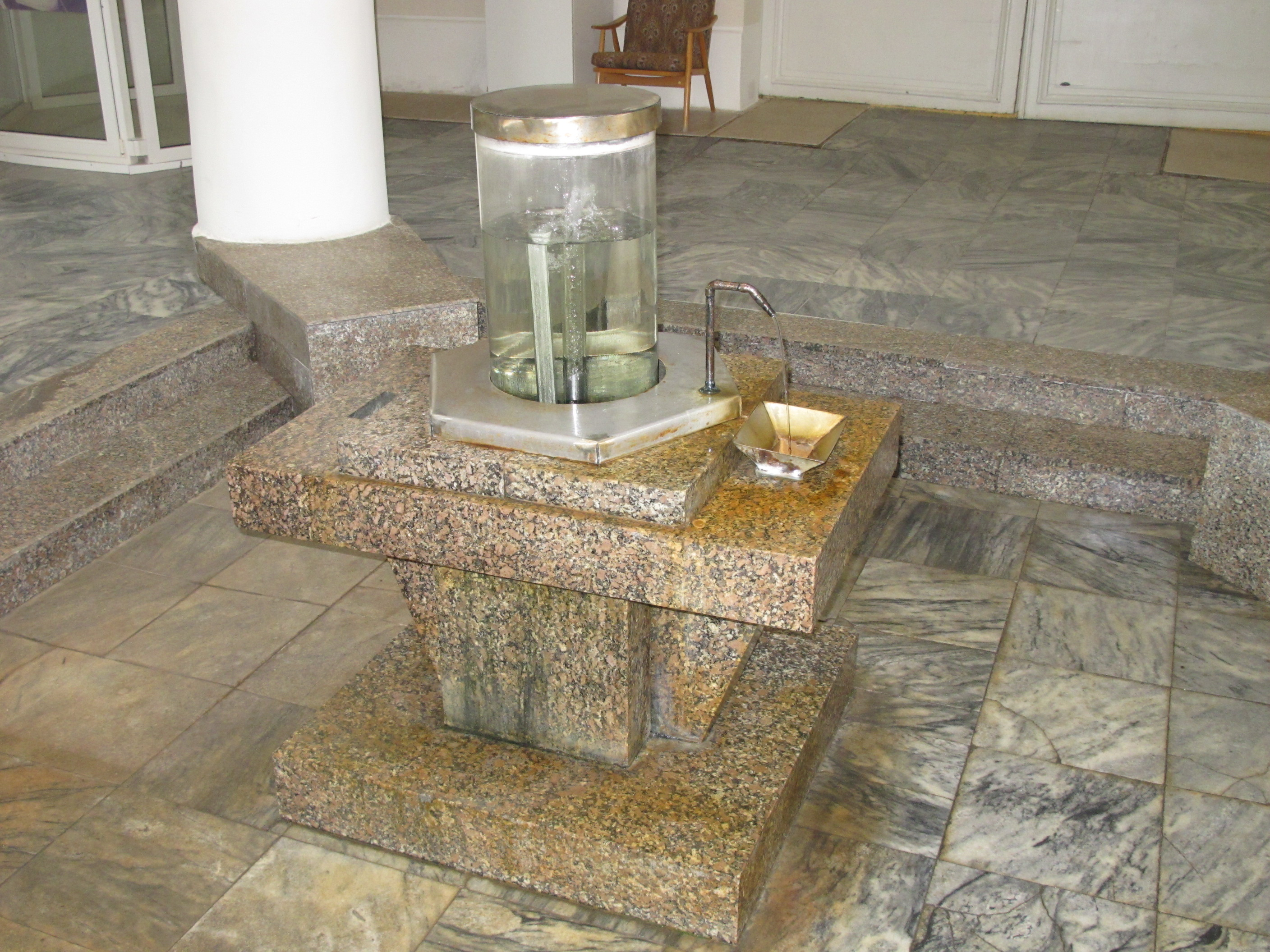
Die Salzquelle

Die Salzquelle wird wie die oben genannte Wiesenquelle in der für beide Quellen erbauten Kolonnade ausgegeben. Sie wurde 1819 erschlossen und gilt als wirksam bei Erkrankungen der oberen Atemwege.
| Name       | CO2-Gehalt | Mineralisierung | pH-Wert | Temperatur | Schüttung | Tiefe |
| ---------- | ---------- | --------------- | ------- | ---------- | --------- | ----- |
| Salzquelle | 2180 mg/l  | 2956 mg/l       | 6,01    | 11 °C      | 0,8 l/min | 2,8 m |

### Sonnenquelle (Slunecní pramen)
Die in der Nähe des Schwanensees gelegene Quelle wurde erst 1936 entdeckt. Die Wirkung des Wassers ist leicht abführend.
| Name         | CO2-Gehalt | Mineralisierung | pH-Wert | Temperatur | Schüttung | Tiefe |
| ------------ | ---------- | --------------- | ------- | ---------- | --------- | ----- |
| Sonnenquelle | 2105 mg/l  | 7473 mg/l       | 5,81    | 10,5 °C    | 8,7 l/min | 40 m  |

### Sophienquelle (Pramen Žofie)
Die Sophienquelle entspringt hinter der Kolonnade der Natalie-Quelle. Sie wurde 1885 entdeckt, ihr Wasser gilt als heilsam bei Erkrankungen der Niere und der Harnblase. Es wird für Trinkkuren verwendet.
| Name          | CO2-Gehalt | Mineralisierung | pH-Wert | Temperatur | Schüttung  | Tiefe |
| ------------- | ---------- | --------------- | ------- | ---------- | ---------- | ----- |
| Sophienquelle | 1582 mg/l  | 997,8 mg/l      | 5,4     | 11,5 °C    | 12,0 l/min | 7,1 m |

### Stanislav-Quelle (Pramen Stanislav)
Die erst 1981 gebohrte Stanislav-Quelle ist sehr ergiebig. Sie liegt im nördlichen Teil des Stadtparks. Ihr Wasser wirkt verdauungsfördernd.
| Name             | CO2-Gehalt | Mineralisierung | pH-Wert | Temperatur | Schüttung | Tiefe |
| ---------------- | ---------- | --------------- | ------- | ---------- | --------- | ----- |
| Stanislav-Quelle | 2174 mg/l  | 4736 mg/l       | 5,82    | 12 °C      | 120 l/min | 61 m  |

### Stefanie-Quelle
Das Wasser der seit 1878 genutzten Quelle wird heute als Mineralwasser in Flaschen abgefüllt.
| Name            | CO2-Gehalt | Mineralisierung | pH-Wert | Temperatur | Schüttung | Tiefe |
| --------------- | ---------- | --------------- | ------- | ---------- | --------- | ----- |
| Stefanie-Quelle | 1582 mg/l  | 997,8 mg/l      | 5,4     | 11,5 °C    | 12 l/min  | 7,1 m |

### Wiesenquelle (Lucní pramen)
Die Wiesenquelle ist eine der Quellen, nach der die Salz- und Wiesenquellenkolonnade benannt ist und kann auch dort gezapft werden. Sie wird seit 1823 genutzt und gilt als wohlschmeckend.
| Name         | CO2-Gehalt | Mineralisierung | pH-Wert | Temperatur | Schüttung | Tiefe |
| ------------ | ---------- | --------------- | ------- | ---------- | --------- | ----- |
| Wiesenquelle | 2568 mg/l  | 3443 mg/l       | 5,97    | 10,4 °C    | 4,5 l/min | 3,6 m |